# Bladelintriptiek
De Bladelintriptiek of het Middelburg-altaar is een altaarstuk van Rogier van der Weyden uit ca. 1445-1450. De buitenzijden van de vleugels zijn aan het eind van de 15e eeuw door een onbekende kunstenaar beschilderd met een voorstelling van de annunciatie, die gebaseerd is op een prent. Het altaarstuk behoort sinds 1834 tot de collectie van de Gemäldegalerie in Berlijn.

## Herkomst
De bijnamen van het altaarstuk zijn ontleend aan de traditie die de opdracht voor het werk toeschrijft aan Pieter Bladelin, die vanaf de jaren 1440 de nederzetting Middelburg bij Brugge wilde uitbouwen tot een volwaardige stad. Het altaarstuk zou bestemd zijn voor de nieuwe Petrus- en Pauluskerk aldaar, die echter pas in 1460 werd ingewijd, terwijl de kleding van de man eerder op de jaren 1445-1450 wijst. Omstreeks 1630 bevond het altaarstuk zich in de Brugse woning van de gravin van Izegem, de erfgename van Middelburg. Rond die tijd werd een kopie gemaakt die nog steeds in de kerk van Middelburg aanwezig is. Ook het feit dat voor een afbeelding van het inmiddels zwaar gehavende Kasteel van Middelburg de Bladelintriptiek als voorbeeld werd gebruikt, geeft aan dat het altaarstuk in de 17e eeuw met Middelburg werd geassocieerd, maar er zijn geen oudere bronnen die bevestigen dat Pieter Bladelin daadwerkelijk de afgebeelde stichter is. Een bezwaar tegen deze identificatie is de afwezigheid van zijn echtgenote Margaretha van de Vagheviere.

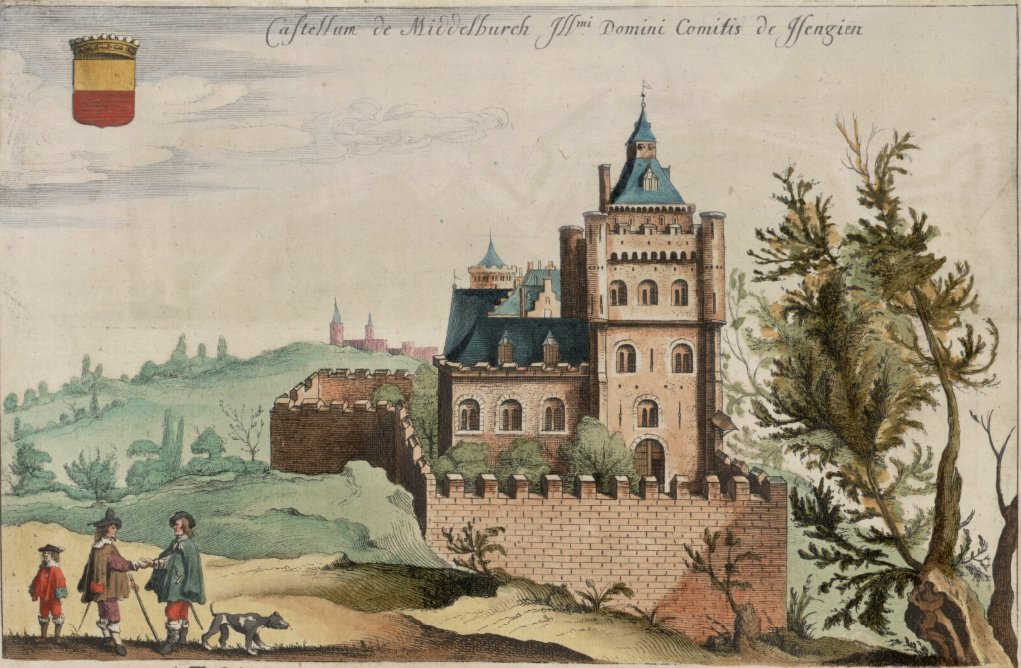
Fantasievoorstelling van het Kasteel van Middelburg, gebaseerd op het altaarstuk, in: Antonius Sanderus, Flandria illustrata, 1641

## Voorstelling
Het altaarstuk borduurt voort op De geboorte van Christus, het schilderij dat in het atelier van Robert Campin werd gemaakt, waarschijnlijk rond de tijd waarin Rogier van der Weyden daar ook werkte. Hij moderniseerde de voorstelling, verbeterde de perspectief van de stal en maakte de voorstelling minder druk door de parallelle verhalen naar de zijluiken te verplaatsen. In dit geval hebben die verhalen niet betrekking op de vroedvrouwen en de herders, maar op gebeurtenissen die volgens de Legenda Aurea gelijktijdig elders in het oosten en het westen gebeurden. Het altaarstuk beslaat op deze manier de hele wereld en geeft aan de geboorte van Jezus een universele betekenis. Hoewel de afzonderlijke verhalen vaker zijn uitgebeeld, is deze combinatie uniek, afgezien van de werken die zijn afgeleid van dit altaarstuk.

### Middenpaneel
Het middenpaneel toont de geboorte en de aanbidding van het Christuskind door Maria en Jozef volgens de mystieke teksten van Pseudo-Bonaventura (circa 1300) en het visioen van de heilige Birgitta van Zweden, dat rond 1360-1370 werd opgetekend. Rogier greep hiervoor ook terug naar de uitbeelding van deze teksten door zijn leermeester Robert Campin. Volgens Birgitta had Maria haar witte mantel afgelegd, viel haar gouden haar los over haar schouders en droeg ze alleen haar witte onderkleed. Ook op het schilderij heeft ze haar mantel afgelegd, die in dit geval zoals gebruikelijker blauw is, in tegenstelling tot de verwante scène van de Miraflorestriptiek, waar ze wel volledig in het wit is. Birgitta beschreef hoe het kind na de geboorte een goddelijk licht uitstraalde (splendor divinus) dat het aardse licht (splendor materialis) volledig tenietdeed (totaliter adnihilaverat). Dit wordt op het schilderij gesymboliseerd door de kaars die Jozef in zijn hand houdt. Omdat het tijdens de geboorte nog nacht was, had Jozef een kaars meegebracht, maar die was na de geboorte van Christus nutteloos geworden. De opening op de voorgrond is een verwijzing naar de holte of grot waar volgens Birgitta de geboorte plaatsvond. Een ander motief uit haar visioen is de zuil op de voorgrond, waartegen de vermoeide Maria steun zocht toen ze moest bevallen, en die volgens de legende dezelfde zuil was waaraan Christus werd gegeseld voorafgaand aan zijn kruisiging. Dit motief werd later overgenomen door Hugo van der Goes voor zijn Portinari-altaar. De overhoekse oriëntatie van de stal is een aanwijzing dat Rogier van der Weyden zich inderdaad op het oudere werk van Robert Campin inspireerde, want dit type perspectief, dat teruggaat tot Giotto, was intussen verouderd en is uniek in zijn oeuvre. In de tijd waarin Rogiers werk ontstond, was het gebruikelijk om gebouwen en interieurs parallel aan het beeldvlak te plaatsen.
De opdrachtgever, die volgens de mode aan het Bourgondische hof is gekleed, is bij de gebeurtenis aanwezig en neemt de plaats in die normaal gesproken aan de herders of de wijzen is voorbehouden. De stad op de achtergrond is een fantasievoorstelling van Bethlehem met een kasteel in romaanse stijl, dat waarschijnlijk niet het Kasteel van Middelburg voorstelt, zoals vroeger werd verondersteld.

### Zijluiken
De zijpanelen laten zien hoe de hele wereld – van oost tot west – de komst van Christus verwelkomt. In zijn uitbeelding van deze taferelen volgt Rogier van der Weyden nauwkeurig de beschrijvingen in de Legenda aurea, te weten de hoofdstukken over de geboorte van Christus (De navitate domini nostri Jesu Christi) en over de aanbidding door de drie wijzen (De epiphania domini).
Het linkerpaneel beeldt de legende van de Tiburtijnse sibille uit, die de komst van Christus aan de Romeinse keizer Augustus voorspelde. Op het schilderij wijst ze hem op het visioen met het hemelse altaar (Ara coeli) waarop Maria en Jezus tronen, terwijl Augustus uit eerbied voor Hem wierook offert (ei thura obtulit). Volgens de middeleeuwse legende zou hij daarna een tempel voor de onbekende god hebben gebouwd als voorloper van de Santa Maria in Aracoeli. 
Het rechterpaneel toont hoe de drie wijzen uit het oosten – na een voorspelling van de ziener Bileam – op de berg Mons Victorialis drie dagen lang bidden in de hoop de ster van Bethlehem te zien. Als de ster boven de berg verschijnt, heeft die de vorm van een beeldschoon kind, zoals de Legenda Aurea beschrijft: "Stella (...) quae habebat formam pulcherrimi pueri." De achtergrond bevat de scène die er direct aan voorafgaat en die zelden wordt uitgebeeld, namelijk hoe de wijzen zich wasten voordat ze God verzochten de ster aan hen te tonen (se lavabant et orabant Deum).

## Navolging
Er zijn meerdere variaties op het altaarstuk bekend, waarvan een deel waarschijnlijk in het atelier van Rogier van der Weyden is ontstaan. Een paneel in een Duitse privécollectie is een vereenvoudigde kopie van het middenpaneel, waarbij de mannelijke opdrachtgever vervangen is door een vrouw. Het fragment van een altaarstuk in de Gemäldegalerie in Berlijn is een bredere versie van het linkerpaneel, waaraan elementen van het Columba-altaarstuk zijn toegevoegd, zoals de hazewindhond en het tegelpatroon. Deze uitgebreidere versie is op haar beurt nagevolgd in twee panelen in een privécollectie, waarbij de composities weer versmald zijn.
Op de ondertekening van de Bladelintriptiek, die met infraroodreflectografie zichtbaar is gemaakt, is te zien dat er op de zijpanelen oorspronkelijke banderollen waren voorzien met teksten die de sibille en het Christuskind uitspraken. Later moet de kunstenaar, waarschijnlijk in overleg met de opdrachtgever, besloten hebben de banderollen weg te laten. Op een later werk van een navolger van Rogier van der Weyden zijn deze banderollen wel te zien. Deze navolger had ongetwijfeld de beschikking over werktekeningen (patronen) van Van der Weyden en heeft in zijn versie het eerste ontwerp gevolgd. Op andere panelen van dit altaarstuk, dat zich nu in het Metropolitan Museum of Art in New York bevindt, zijn andere werken van Rogier van der Weyden nagevolgd.

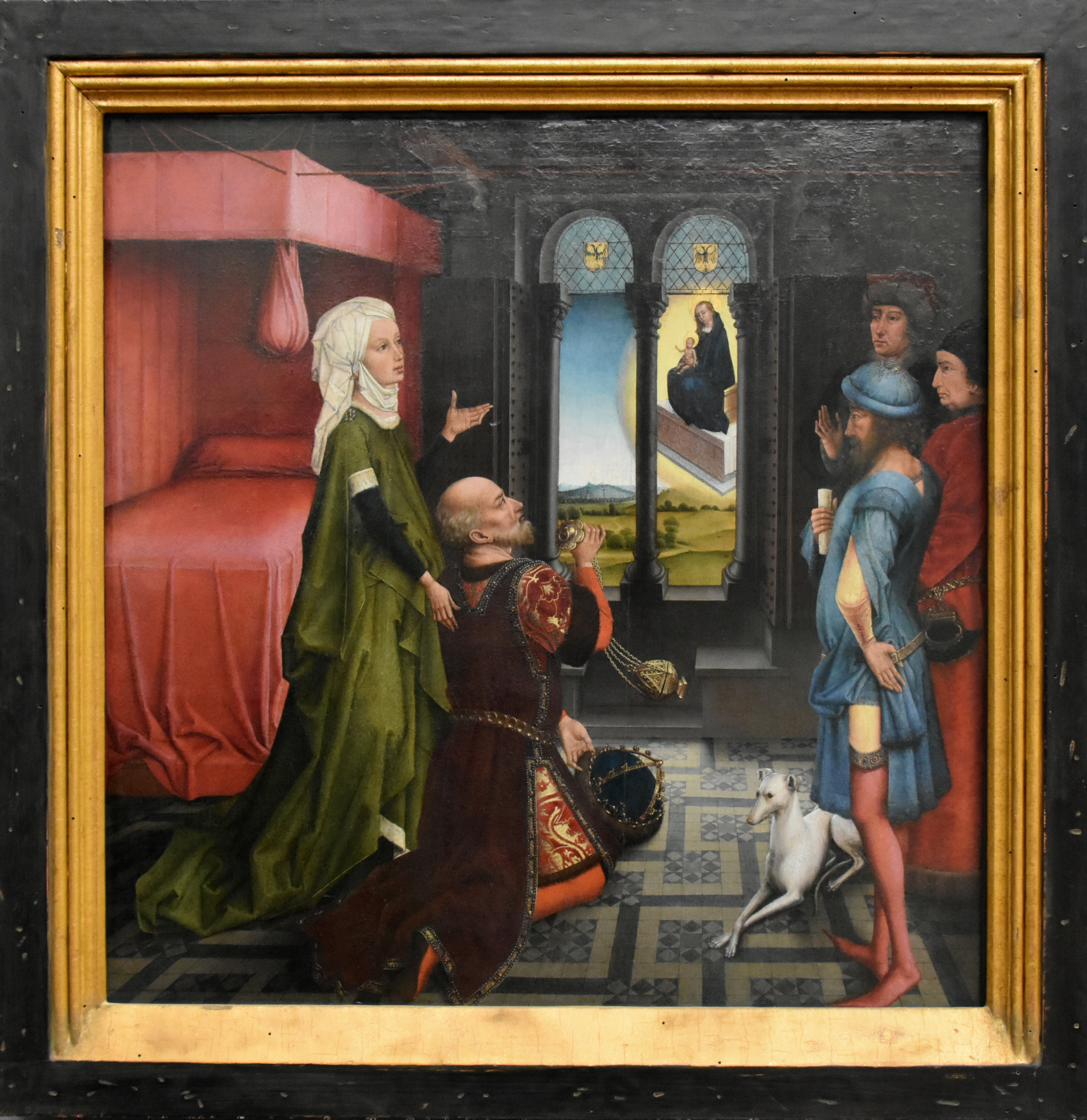
Atelier Rogier van der Weyden, Augustus en de Tiburtijnse sibille, ca. 1460, Gemäldegalerie, Berlijn
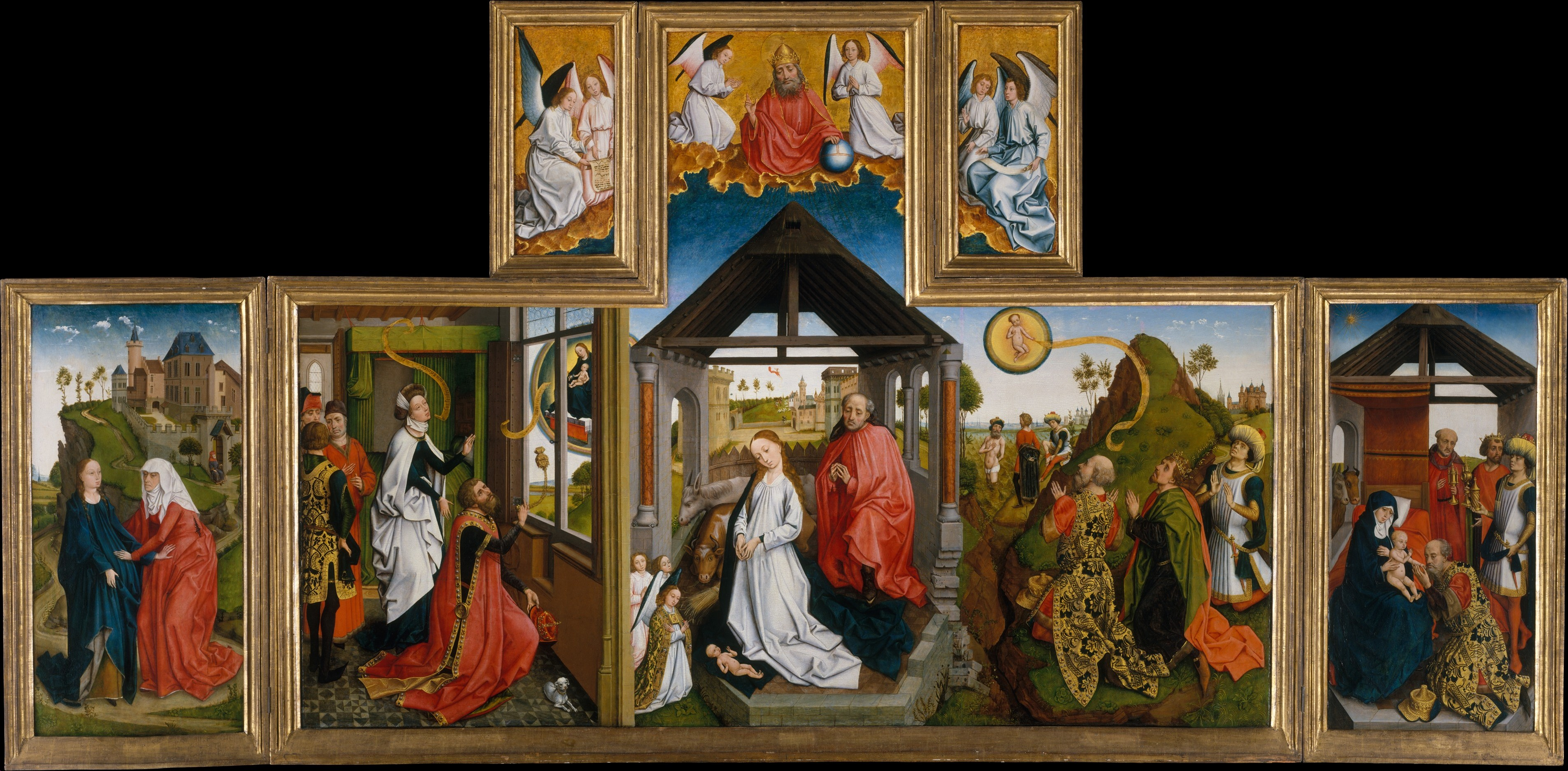
Navolger van Rogier van der Weyden, De geboorte van Christus, midden 15e eeuw, Metropolitan Museum of Art